# Dolichoplia elongata
Dolichoplia elongata är en skalbaggsart som beskrevs av Marc Lacroix 1998. Dolichoplia elongata ingår i släktet Dolichoplia och familjen Melolonthidae. Inga underarter finns listade i Catalogue of Life.